# Haus Schminke

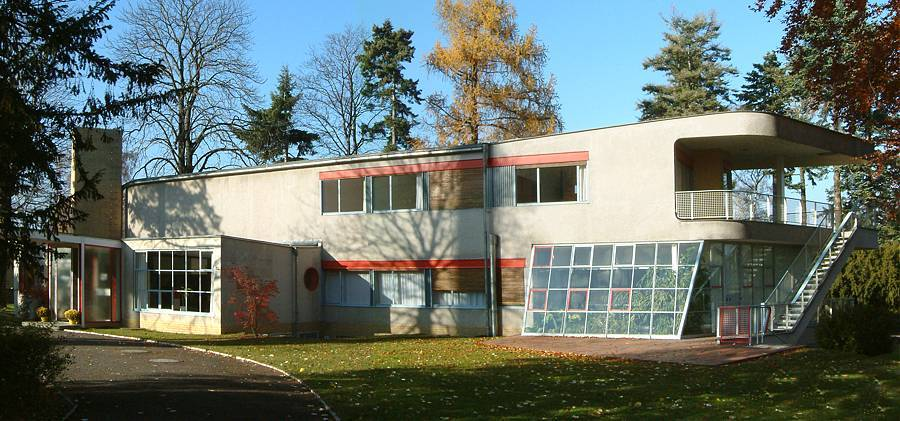
Haus Schminke (Südansicht, Hauseingang)

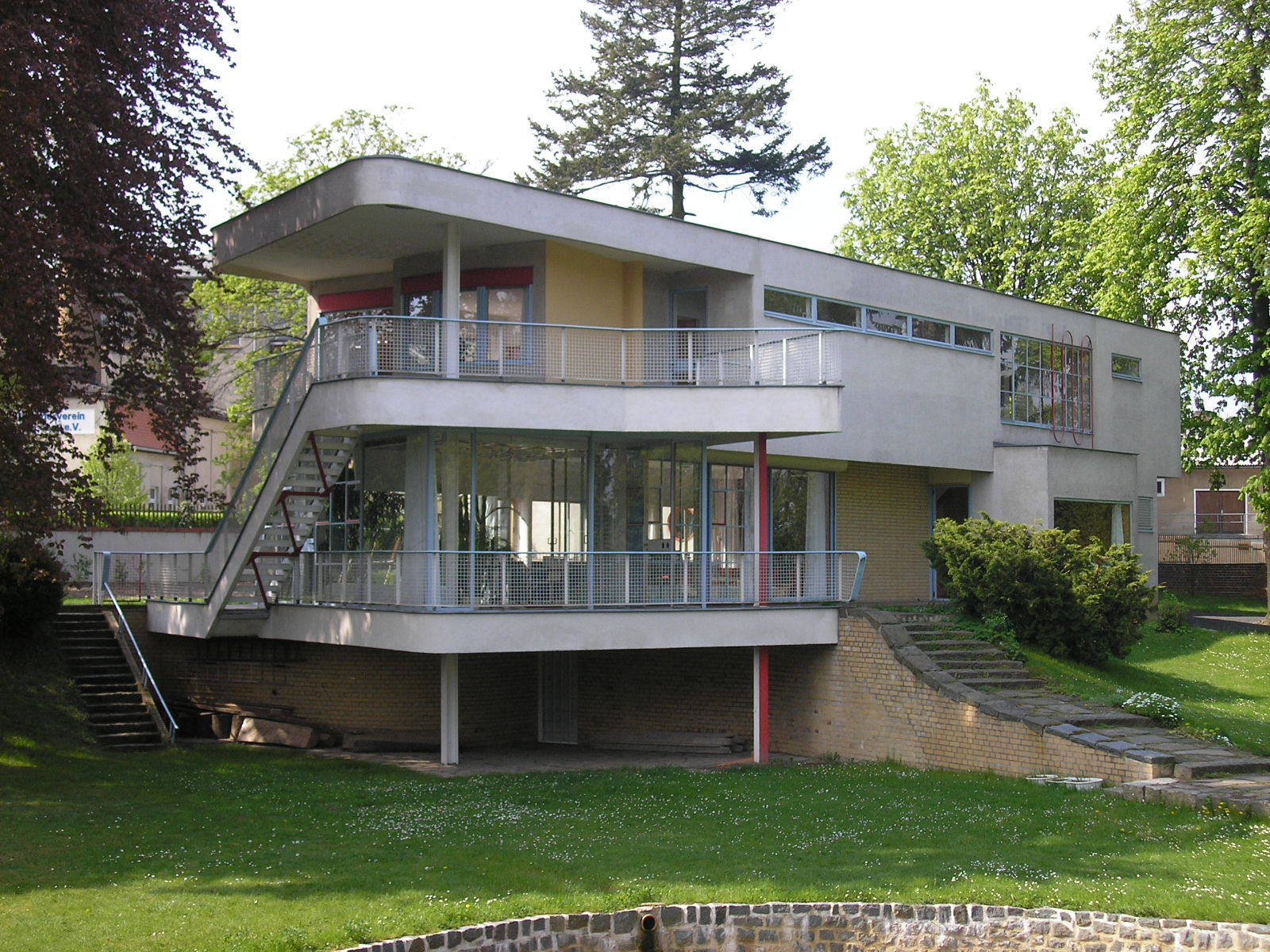
Gartenansicht (Nordseite)

Das Haus Schminke, ein 1932 bis 1933 vom Architekten Hans Scharoun (1893–1972) errichtetes Fabrikantenwohnhaus in Löbau in der Oberlausitz, gilt als eine der bedeutendsten deutschen Architekturschöpfungen der Zwischenkriegszeit.

## Auftraggeber und Architekt
Das Bauwerk entstand unter intensiver Auseinandersetzung Scharouns mit den Vorstellungen und Bedürfnissen des Bauherrn-Ehepaars Fritz und Charlotte Schminke, die mit den zeitgenössischen Bauideen wohlvertraut waren. Nach einem Besuch der Werkbundsiedlung Breslau 1929 traten sie an Scharoun heran, der dort ein Ledigenwohnheim errichtet hatte, das von geschwungenen Linien und offenen Raumstrukturen bestimmt war. Das Anwesen liegt unmittelbar neben der Nudelfabrik Anker (Loeser & Richter) von Schminke auf dem Grundstück Kirschallee 1b. In der Anker-Fabrik sollen dereinst das Löbauer Stadtmuseum und das Stadtarchiv Quartier beziehen.
Scharoun gilt als ein Vertreter der Organischen Architektur. Er berief sich wiederholt auf die Theorien Hugo Härings. Das Haus Schminke nimmt daher eine Gegenposition zu jenen anderen Richtungen innerhalb des Neuen Bauens ein, die dogmatischer an Rechtwinkligkeit und kubischen Formen festhielten. Scharoun ließ hier vielmehr je nach Funktion individuelle Formen entstehen. Seine Bedeutung im Lebenswerk Scharouns steht hinter dessen späteren Bauten, wie der Staatsbibliothek zu Berlin (Haus Potsdamer Straße) und der Philharmonie Berlin nicht zurück.
Das Haus Schminke wird in seiner Qualität den folgenden Wohnbauten dieser Epoche gleichgestellt: der Villa Tugendhat von Ludwig Mies van der Rohe, der Villa Savoye von Le Corbusier oder dem Haus Fallingwater (Kaufmann Residence) von Frank Lloyd Wright.

Historische Aufnahmen
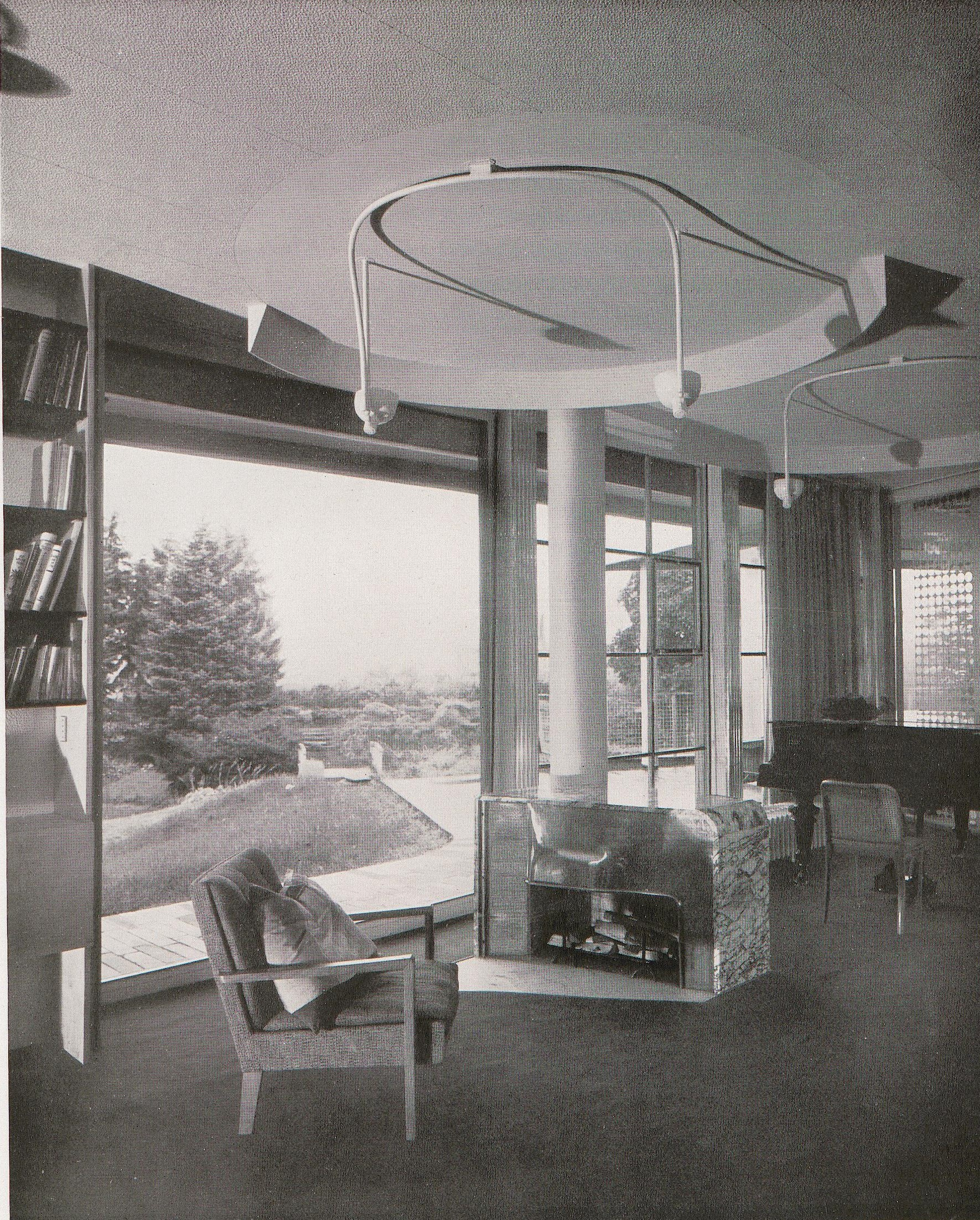
Aussichtsfenster im Wohnzimmer, 1933 Fotos: Alice Kerling in: Innen-Dekoration.
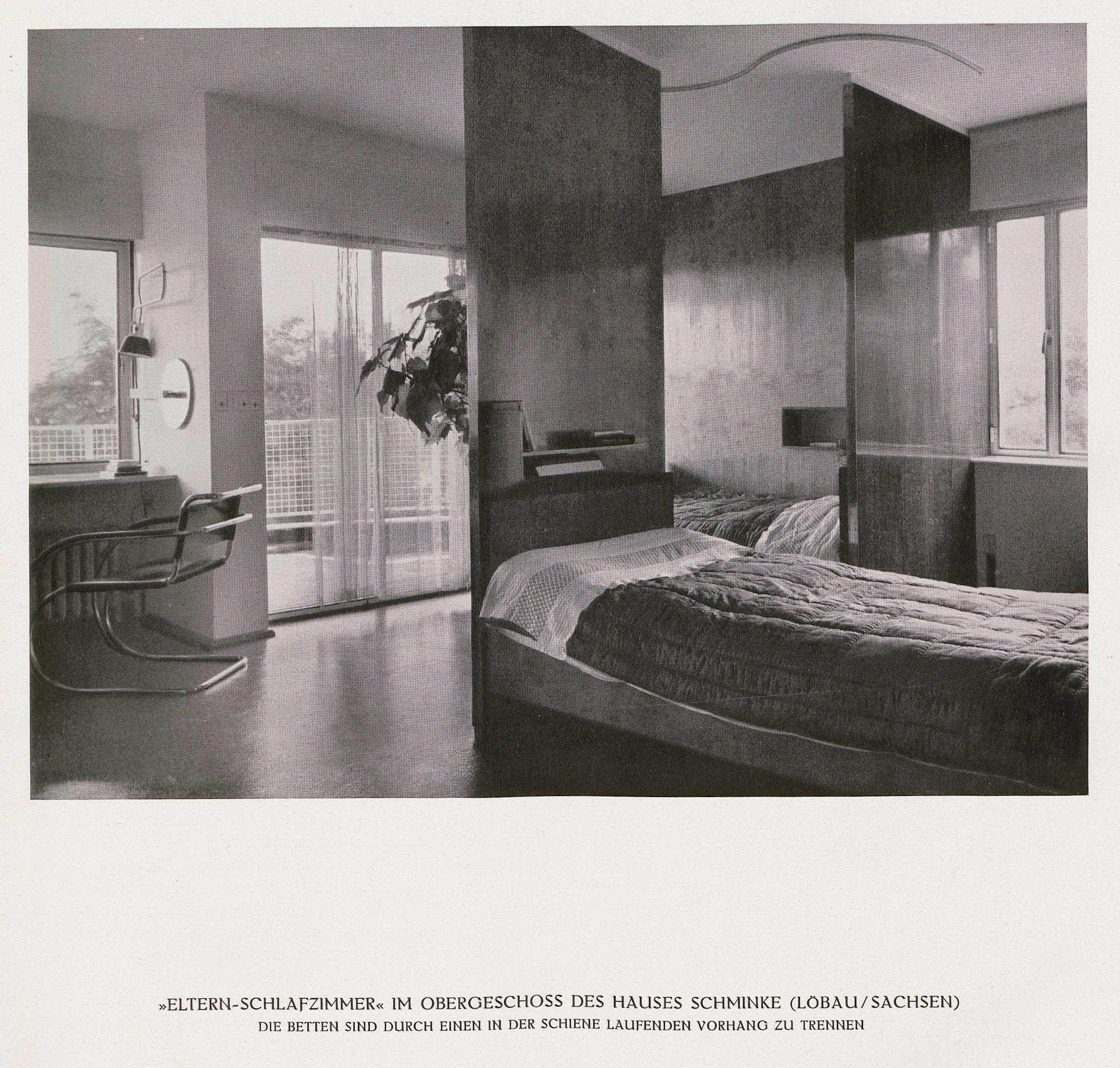
Eltern-Schlafzimmer, 1933
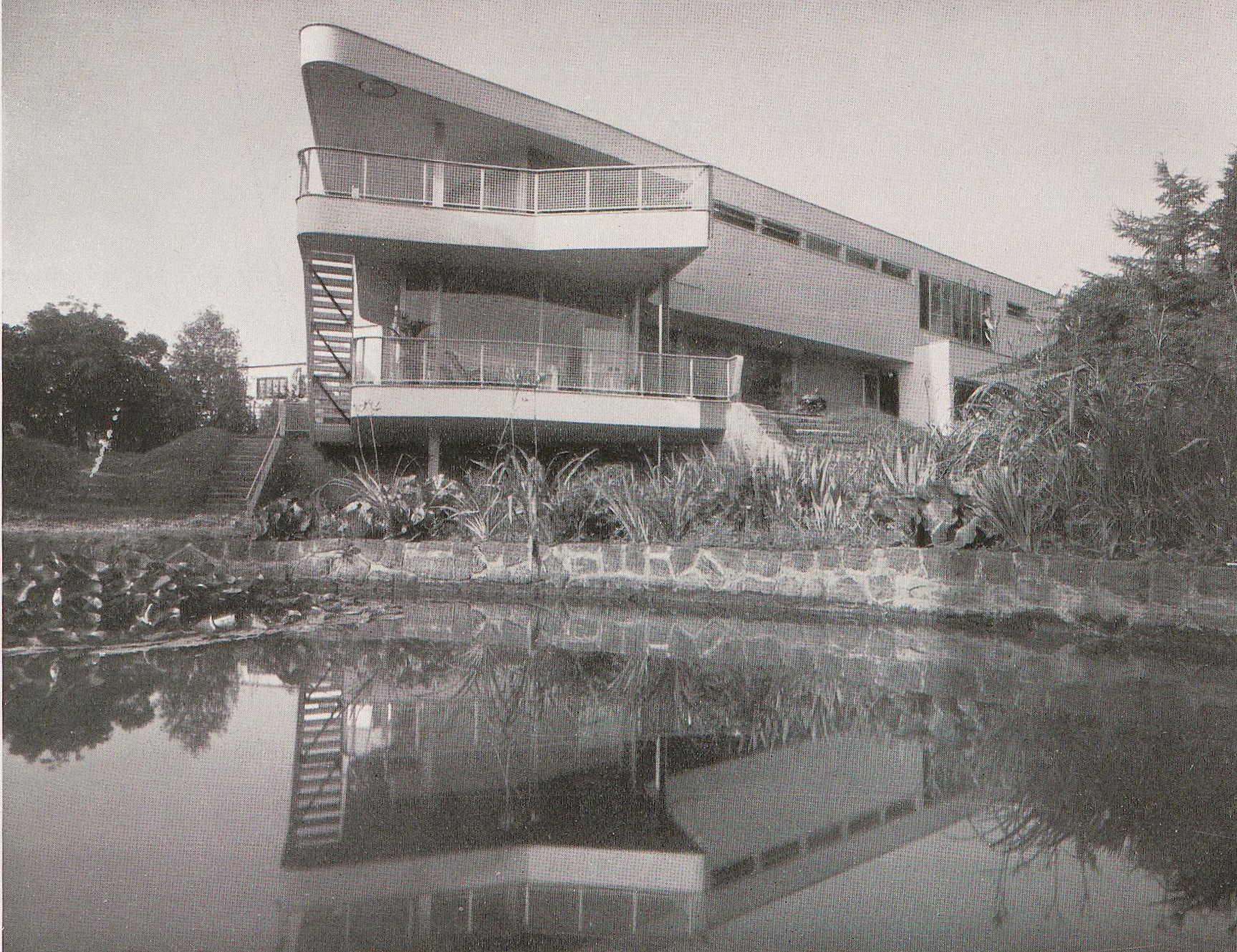
Nord- und Gartenseite, 1933 Foto: Alice Kerling (vom Teich aus)

## Das Bauwerk
Der Kernbau ist ein schlanker, in Ost-West-Richtung gelegter Riegel in Stahlskelettbauweise. Im Erdgeschoss befindet sich ein großzügiger, lichtdurchfluteter Wohnbereich und im Obergeschoss liegen die eher schlicht gestalteten Schlafräume der Familie. „Im Vergleich zum Erdgeschoss wirkt es [das Obergeschoss] regelrecht spartanisch.“ Vom Entrée am östlichen Kopfbau aus entwickelt sich eine eng miteinander verschränkte Raumfolge: Vorfahrt mit Flugdach, Windfang, und, offen ineinander übergehend die Treppenhalle mit Spiel- und Aufenthaltsplatz für die Kinder sowie ein Essplatz, beides in unmittelbarer Nähe zu den Wirtschaftsräumen der Hausfrau. Die Einbauküche ist ein Modell der platzsparenden Frankfurter Küche von Margarete Schütte-Lihotzky.
Der Wohn- und Gesellschaftsraum, in seiner Transparenz erneut gesteigert, öffnet sich auch zum Wintergarten und dem kleinen Park. Eine stählerne Außentreppe verbindet die auskragenden Balkone beider Geschosse, welche dadurch auf das Aussehen von Sonnendecks auf „Luxusdampfern“ anspielen. Auch die bunten Bullaugenfenster im Erdgeschoss und die Kinderzimmer als „karge“ Schiffskojen erinnern an ein Schiff, sodass das Haus bis heute den liebevoll gemeinten Beinamen „Nudeldampfer“ trägt. Der Bezug auf Elemente und Formensprache aus der Schifffahrt ist ein wiederkehrendes Motiv auch in späteren Bauwerken des in Bremerhaven aufgewachsenen Architekten. Wegen des im Süden anschließenden Fabrikgeländes ist der Garten mit seiner Aussicht in die ehemals freie Landschaft nach Norden orientiert. Er wurde von der Landschaftsarchitektin Herta Hammerbacher gestaltet, der damaligen Ehefrau des Landschaftsarchitekten Hermann Mattern. Die beiden in den 1950er-Jahren zugeschütteten Gartenteiche wurden 2006 wieder freigelegt. Darin fanden sich Leuchten und der Kamin wieder.

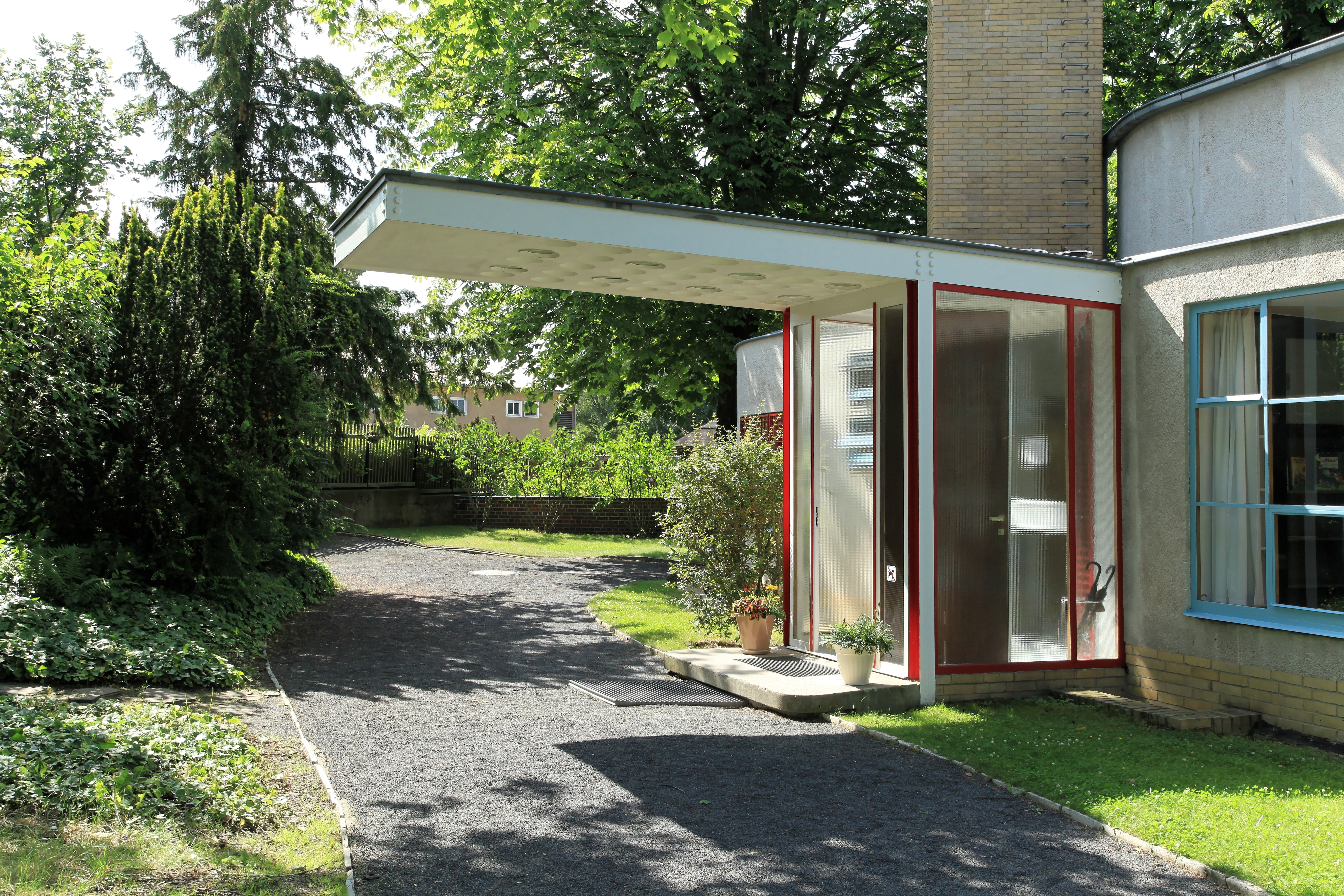
Stahlträger als Eingangsüberdachung mit eingelassenen Deckenleuchten
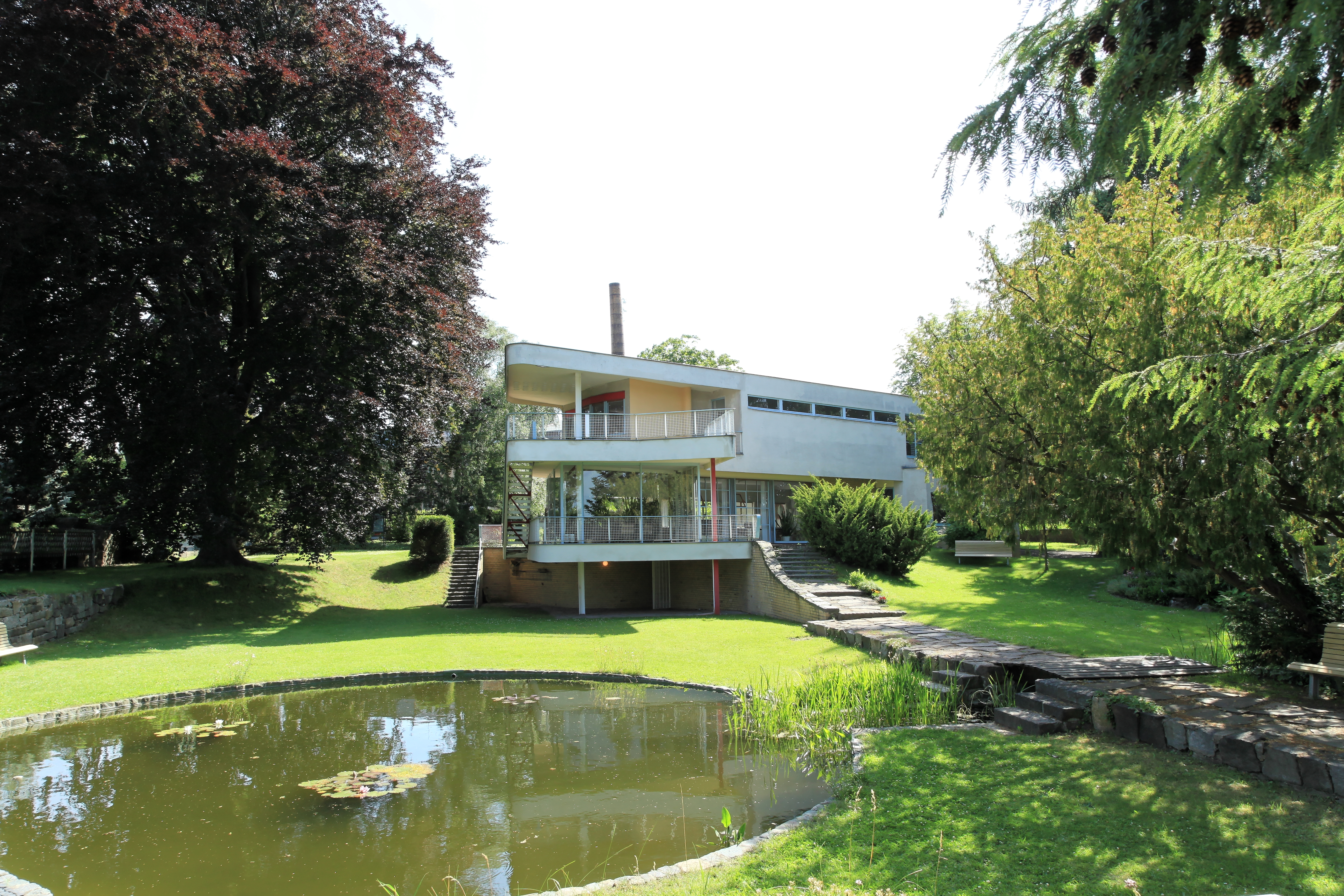
Teich, Garten und hinter dem Haus Schminke der Schornstein der Anker-Fabrik
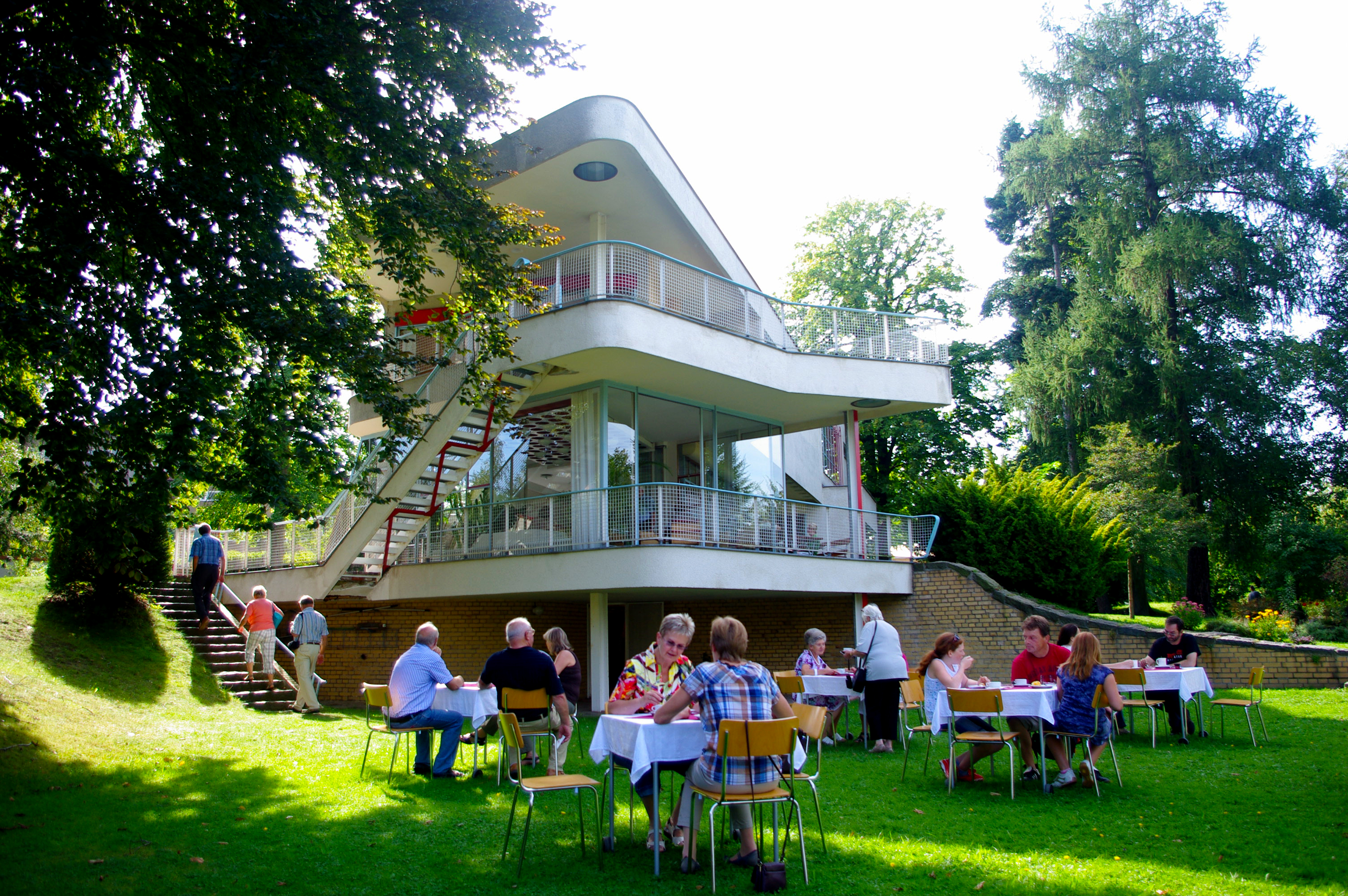
Kaffee zum Tag des offenen Denkmals, 2012

## Die spätere Geschichte des Hauses
1939 wurde Fritz Schminke zum Kriegsdienst eingezogen. Wie viele andere floh auch die Familie Schminke im Mai 1945 vor der heranrückenden Kriegsfront aus Löbau. Als sie wieder nach Löbau kam, war ihr Haus von der Roten Armee beschlagnahmt und diente als vorläufige Militärkommandantur für den damaligen Kreis Löbau. In dieser Zeit nahm ein Soldat der Roten Armee heimlich persönliche Post der Familie Schminke mit nach Russland. 2010 entschloss sich dessen Enkeltochter zur Rückgabe der Karten und Briefe an Familie Schminke.
Im Juli 1946 wurde das Haus an seine Eigentümer zurückgegeben, gleichzeitig wurden diese aber von ihrer Firma Loeser & Richter enteignet. Schminkes galten als „Kriegsverbrecher“, weil ihre Nudeln auch an die deutsche Wehrmacht geliefert wurden. Ab 1946 leitete Charlotte Schminke für vier Jahre in ihrem ehemaligen Wohnhaus ein Erholungsheim für Kinder. 1951 verließ Familie Schminke die Stadt Löbau und zog nach Celle.
Das Haus wurde von ihnen über die Stadt Löbau an die FDJ als Klubhaus vermietet. Im Sommer 1952 enteignete die Ostberliner „Verordnung zur Sicherung von Vermögenswerten“ die in der Bundesrepublik Deutschland lebenden Schminkes von ihrem Eigentum (siehe: Offene Vermögensfragen). Ab Dezember 1963 diente es als Pionierhaus „Oswald Richter“. Seit dem Sommer 1990 führte die Stadt Löbau im Haus ein Freizeitzentrum. 1993 verzichteten die Töchter der Eheleute Schminke, Gertraude Bleks, Erika Inderbiethen und Helga Zumpfe, auf eine Rückübertragung des Hauses unter der Bedingung einer weiteren öffentlichen Nutzung. Damit wurde die Stadt Löbau Eigentümerin des Hauses und übergab die Trägerschaft einem Verein.
Die Wüstenrot Stiftung finanzierte für eine Sanierung und Instandsetzung des Gebäudes die Hälfte von 2,8 Mio. DM von 1999 bis 2000. Das Flachdach war undicht geworden, Feuchtigkeit setzte sich im Kellergeschoss fest und starke Rostschädigungen der Stahlbauteile traten im Terrassenbereich auf. Der Originalputz wurde aufwendig gereinigt und ausgebessert.
Ab Februar 2006 wurde es dann wieder in Eigenregie der Stadt betrieben, die es in die am 24. Mai 2007 gegründete „Stiftung Haus Schminke“ einbrachte. Die Stiftung wurde gemeinsam mit der Hess AG aus Villingen-Schwenningen gegründet und im Mai 2009 durch die Landesdirektion Dresden als rechtsfähig anerkannt.
Heute ist das Haus wieder öffentlich zugänglich und wird den Besuchern in Führungen gezeigt. Als Leitbau des Modernismus ist das Haus Schminke in entsprechenden Fachkreisen bekannt. Seit 2017 wird dort die musikalische Sendereihe Privatkonzert von der Deutschen Welle und dem MDR Fernsehen produziert.
Eine weitere Sanierung wurde im Jahr 2018 notwendig und u. a. mit Hilfe des Bundes (50 %), Landesamts für Denkmalpflege (25 %) und der Deutschen Stiftung Denkmalschutz durchgeführt. Die alte Dacheindeckung aus einer Bitumenschicht war erneut porös geworden. Zudem traten Risse an der Südfassade auf, da Scharoun aus ästhetischen Gründen darauf verzichtet hatte, Dehnungsfugen in die Fassade einzuarbeiten.

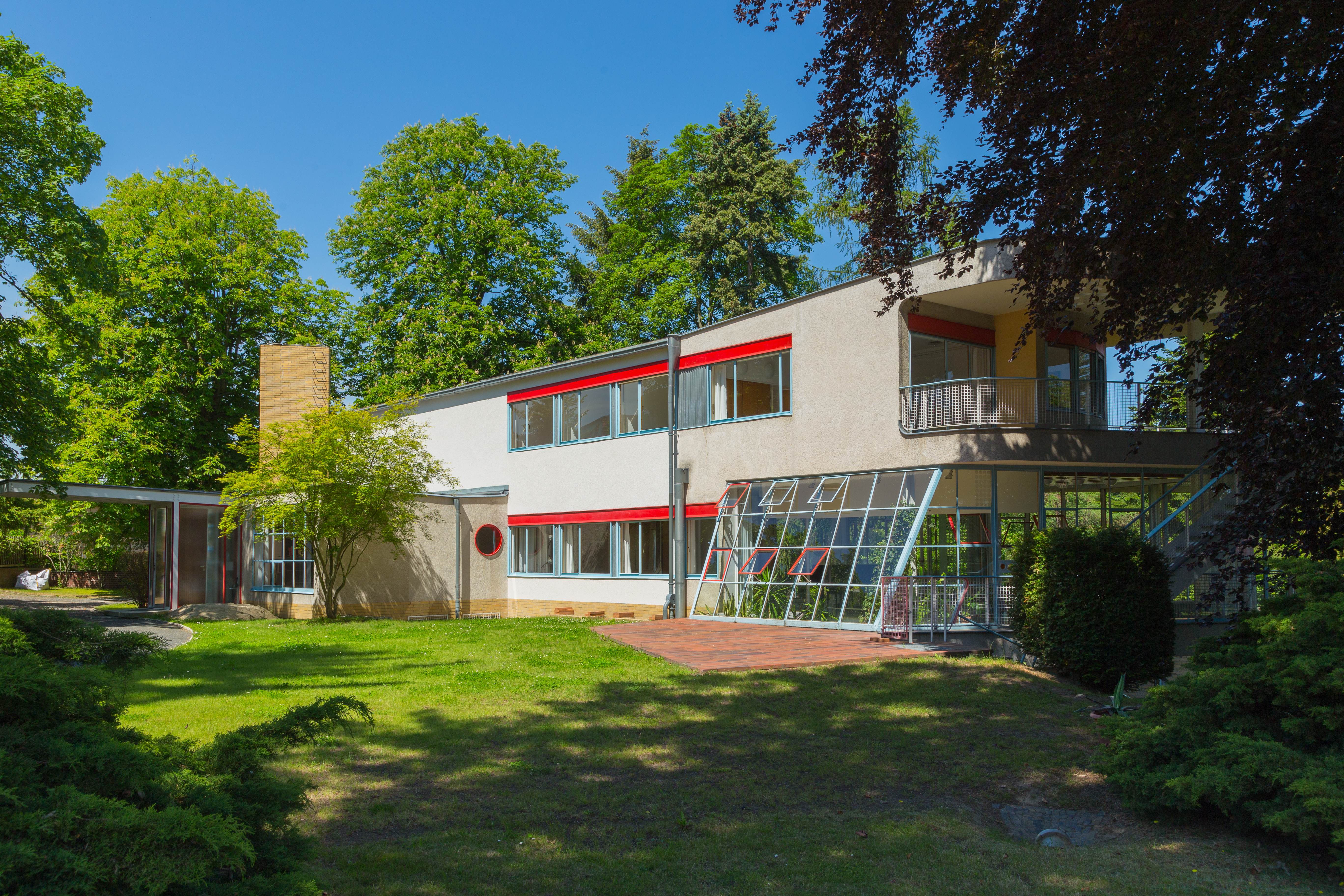
Haus Schminke im Juni 2020

Einige Originalgegenstände konnten von den Töchtern Schminkes an ihren Ursprungsort zurückgeführt werden, unter anderem das Ehebett der Mutter, das Schlafzimmersofa und ein Schreibsekretär. Neben Führungen im Haus und in der Nudelfabrik kann die Villa heute (2020) auch für Tagungen, Feiern und Übernachtungen gebucht werden.

## Stellungnahme der Denkmalpflege
Das Haus Schminke ist in der sächsischen Denkmalliste als „Fabrikantenvilla mit teilweise originaler Ausstattung“ erfasst und wird dort wie folgt beschrieben:

„Das zu den Hauptwerken des Architekten Hans Scharoun (1893–1972) zählende Haus ist als Beispiel des „Organischen Bauens“ eine Inkunabel der klassischen Moderne. (…) [Durch die Nutzung zu DDR-Zeiten] blieb die historische Substanz zwar in der Hauptsache erhalten, aber die Schadensbilder im Bereich der Dächer und Fassaden waren zuletzt gravierend. Bei der behutsamen Instandsetzung von Haus und Garten zwischen 1999 und 2000 konnten die prägenden Originalbauteile des Stahlskelettbaus vollständig erhalten und akribisch restauriert werden, insbesondere der noch bauzeitliche Außenputz, die Stahlfenster, Geländer und Außentüren sowie die trotz aller Verluste bedeutenden Reste des ursprünglichen Interieurs, darunter das wandfeste Mobiliar, alle Innentüren, verschiedene Bodenbeläge, die Fensterbänke und die Lichtdecke des Wintergartens. Das einstige Raumkunstwerk war im Ganzen jedoch nicht wieder zu gewinnen. So fehlt heute den Innenräumen die spezielle Artikulation durch die unterschiedlich farbigen und strukturierten Tapeten, die nach 1945 verloren gegangen waren. Auch der große Wohnraum kann ohne die architektonisch aufgefasste Möblierung (freistehender Kamin, großes Sofa, Wandregal) die einstige Gestaltungsabsicht nicht vollständig vermitteln.“

## Filme
- Mit Licht gebaut. Ein „Lebensschiff“ von Hans Scharoun. Dokumentarfilm, Deutschland, 2012, 26 Min., Buch und Regie: Niels-Christian Bolbrinker, Kerstin Stutterheim, Produktion: NDR, arte, Erstsendung: 21. Oktober 2012 bei arte, Inhaltsangabe von ARD, online-Video, Ausschnitt, 18:39 Min.
- Das Traumschiff der Oberlausitz – Haus Schminke in Löbau. Dokumentarfilm, Deutschland, 2019, 44:10 Min., Buch und Regie: Steffen Jindra, Produktion: MDR, Reihe: Der Osten – Entdecke wo Du lebst, Erstsendung: 3. September 2019 im MDR Fernsehen, Inhaltsangabe beim MDR (Memento vom 22. September 2019 im Internet Archive).